# Nathanael Cäsar
Nathanael Cäsar (* 18. Februar 1763 in Kassel; † 25. Februar 1836 ebenda) war ein deutscher Pädagoge und Gymnasialprofessor. Er war langjähriger Rektor des 1779 von Landgraf Friedrich II. von Hessen-Kassel gegründeten und am 14. August 1779 eingeweihten Lyceums Fridericianum in Kassel, des heutigen Friedrichsgymnasiums.

## Jugendjahre und Ausbildung
Cäsars Vater war Registrator und später Sekretär des Konsistoriums in Kassel, seine Mutter war eine Tochter des Johann Daniel Pfister, der von 1734 bis 1784 als Subkonrektor („Dritter Lehrer“) an der dortigen Lateinschule wirkte, die 1779 vom Landgrafen zum Lyceum umgewandelt und aufgewertet wurde. Er selbst war Schüler der Lateinschule und besuchte dann ab Ostern 1778, vom Vater zum Studium der Theologie bestimmt, bis Herbst 1779 die Vorlesungen am Collegium Carolinum in Kassel. Dann ging er als Stipendiat an die Philipps-Universität Marburg, wo er vier Jahre, bis Ende September 1783, Theologie und Philosophie studierte.

## Wirken
Danach kehrte er nach Kassel zurück, wo er zunächst als Kandidat der Theologie mehrfach predigte. Am 1. April 1784 wurde er jedoch als Hilfslehrer und im Juli 1787 an der Stelle seines emeritierten Großvaters Pfister als „dritter ordentlicher Lehrer“ am Lyceum in Kassel angestellt. Cäsar, der unverheiratet blieb, lehrte zeit seines Lebens dort. Er wurde nach dem Tod des Rektors Carl Ludwig Richter am 4. Oktober 1802, unter Überspringung des Konrektors, zum Rektor des Lyceums ernannt. Gegen Ende der napoleonischen Fremdherrschaft im Königreich Westphalen wurde ihm bei der Reorganisation der Schulverwaltung im Juli 1812 David Theodor August Suabedissen als Direktor vorgesetzt, aber nach der im Herbst 1813 erfolgten Restauration des Kurfürstentums Hessen wurde er im April 1814 wieder unabhängiger Rektor des Lyceums und erhielt gleichzeitig den Titel eines Professors. 1821 ernannte ihn die Philosophische Fakultät der Universität Marburg ob praeclara in rem litterariam inprimisque scholasticam merita zum Doktor der Philosophie.
Zu seinem 50-jährigen Dienstjubiläum am 1. April 1834 verlieh ihm der Prinzregent Friedrich Wilhelm das Ritterkreuz des Hausordens vom Goldenen Löwen, die höchste Auszeichnung des Kurfürstentums Hessen.
Da er die zu Ostern 1835 vollzogene Herabstufung des Lyceums in ein Progymnasium nicht mittragen wollte und auch altersbedingt kränkelte, bat er gegen Ende des Jahres, in den Ruhestand treten zu dürfen. Dies wurde bewilligt und er schied zum 1. Januar 1836 aus dem Dienst. Sein Nachfolger war Karl Friedrich Weber.
Cäsar starb bereits acht Wochen später infolge eines am 17. Februar erlittenen Sturzes am 25. Februar 1836.